# Euxoa asymmetrica
Euxoa asymmetrica là một loài bướm đêm trong họ Noctuidae.